# 巴西民族
巴西民族由許多不同族群组成，包括巴西原住民、葡萄牙殖民者後裔， 非洲裔移民、 和近代的欧洲白人、阿拉伯人、日裔移民。其他族群還包括韩裔、华裔、巴拉圭裔以及玻利维亞裔等。
在19和20世纪，巴西文化倡导民族融合。